# Kendall Brown
Kendall Thomas Brown (Jackson, 11 de maio de 2003) é um jogador norte-americano de basquete profissional que atualmente joga no Indiana Pacers da National Basketball Association (NBA).
Ele jogou basquete universitário pela Universidade Baylor e foi selecionado pelo Minnesota Timberwolves como a 48º escolha geral no draft da NBA de 2022.

## Carreira no ensino médio
Em seu segundo ano na East Ridge High School em Woodbury, Minnesota, Brown teve média de 17,6 pontos e levou o time à sua primeira aparição em um torneio estadual. Após a temporada, ele foi transferido para a Sunrise Christian Academy em Bel Aire, Kansas. Em sua última temporada, ele ajudou sua equipe a chegar a final do Torneio GEICO Nationals.

### Recrutamento
Brown foi um consensual recruta de cinco estrelas e um dos melhores Alas da classe de 2021. Em 20 de julho de 2020, ele se comprometeu a jogar basquete universitário pela Universidade Baylor. Brown é o recruta com a classificação mais alta a ir para Baylor desde Isaiah Austin em 2012. Ele disse que, como veio de uma escola cristã, gostou do fato de Baylor ser uma universidade cristã.
| Nome | Cidade Natal                                   | Escola                         | Altura             | Peso           | Data                |
| --- | ---------------------------------------------- | ------------------------------ | ------------------ | -------------- | ------------------- |
| Kendall Brown SF | Cottage Grove, MN                              | Sunrise Christian Academy (KS) | 6 ft 8 in (2.03 m) | 205 lb (93 kg) | 20 de julho de 2020 |
| Kendall Brown SF | Recrutamento: Rivals: 247Sports: ESPN: ESPN:92 |                                |                    |                |                     |
| Rankings: Rivals: 11º \| 247Sports: 17º \| ESPN: 17º |                                                |                                |                    |                |                     |
| - Nota: Em muitos casos, Scout, Rivals, 247Sports e ESPN podem entrar em conflito em suas listas de altura e peso, nestes casos, a média foi obtida. - Fonte: |                                                |                                |                    |                |                     |

## Carreira universitária
Em sua estreia na universidade, Brown marcou 13 pontos na vitória por 87-60 sobre Incarnate Word. Ele ganhou o Prêmio de Novato da Semana da Big 12 por duas vezes (20/12, 7/3). Como calouro, Brown teve médias de 9,7 pontos e 4,9 rebotes. No final da temporada, ele foi nomeado para a Equipe de Novatos da Big 12. Em 30 de março de 2022, Brown se declarou para o Draft da NBA de 2022, abrindo mão de sua elegibilidade universitária restante.

## Carreira profissional

### Indiana Pacers (2022–Presente)
Brown foi selecionado pelo Minnesota Timberwolves como a 48ª escolha geral no draft da NBA de 2022. Em 23 de junho de 2022, os Timberwolves o negociou com o Indiana Pacers em troca de uma escolha de segunda rodada de 2026. Em 16 de setembro de 2022, ele assinou um contrato de mão dupla com os Pacers.
No dia 27 de fevereiro de 2023, ele passou por uma cirurgia para tratar uma fratura por estresse na tíbia da perna direita e foi afastado indefinidamente pelos Pacers.
No dia 25 de julho de 2023, Brown assinou outro contrato de duas vias com os Pacers e, no dia 4 de março de 2024, ele assinou um contrato de vários anos.

## Estatísticas da carreira

### NBA

#### Temporada regular
| Ano      | Equipe   | PJ | PT | MPJ | AP   | 3P   | LL   | RT  | AS | BR | TO | PPJ |
| -------- | -------- | -- | -- | --- | ---- | ---- | ---- | --- | -- | -- | -- | --- |
| 2022–23  | Indiana  | 6  | 0  | 6.7 | .571 | .000 | .500 | 1.0 | .5 | .7 | .0 | 1.5 |
| 2023–24  | Indiana  | 15 | 0  | 4.2 | .533 | .000 | .625 | .3  | .3 | .0 | .0 | 1.4 |
| Carreira | Carreira | 21 | 0  | 5.4 | .552 | .000 | .562 | .6  | .4 | .3 | .0 | 1.4 |

#### Playoffs
| Ano  | Equipe  | PJ | PT | MPJ | AP   | 3P | LL | RT | AS | BR | TO | PPJ |
| ---- | ------- | -- | -- | --- | ---- | -- | -- | -- | -- | -- | -- | --- |
| 2024 | Indiana | 7  | 0  | 3.5 | .333 | —  | —  | .4 | .3 | .0 | .1 | .6  |

### Universitária
| Ano     | Equipe | PJ | PT | MPJ  | AP   | 3P   | LL   | RT  | AS  | BR  | TO | PPJ |
| ------- | ------ | -- | -- | ---- | ---- | ---- | ---- | --- | --- | --- | -- | --- |
| 2021–22 | Baylor | 34 | 34 | 27.0 | .584 | .341 | .689 | 4.9 | 1.9 | 1.0 | .4 | 9.7 |

Fonte:

## Vida pessoal
O pai de Brown, Courtney Sr., jogou basquete profissional na América do Sul, Suíça e Inglaterra, e foi membro do Harlem Globetrotters, antes de se tornar um especialista em intervenção em escolas públicas. Seu irmão mais velho, Courtney Jr., joga basquete universitário no St. Thomas (MN).